# Sliotar

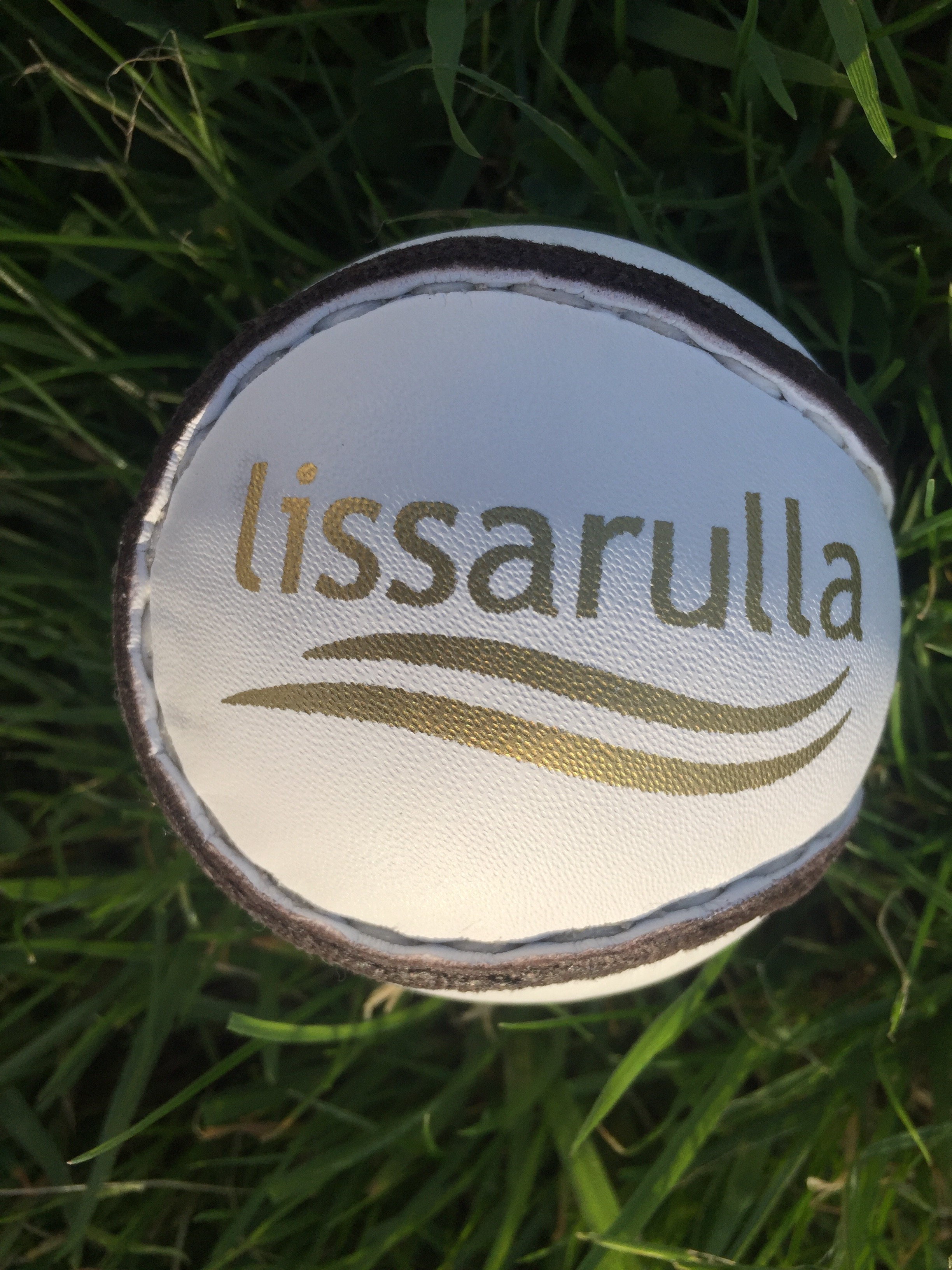

Sliotar (czasem sliothar; irl. ang. wym. ([ˈʃlɪtər], irl. wym. [ʃlʲɪt̪ˠəɾˠ]) – twarda piłka z korkowym rdzeniem obszytym dwoma kawałkami skóry, podobna do używanej w baseballu, którą za pomocą kija gra się w hurling. Czasami nazywana „puck”, albo „hurling ball”. Nazwa pochodzi prawdopodobnie od irlandzkiego sliabh, „góra” – tu w znaczeniu „na drugą stronę”.